# 萨克雅蛛
萨克雅蛛（学名：Yaginumaella thakkholaica）为跳蛛科雅蛛属的动物。分布于尼泊尔以及中国大陆的西藏等地，一般栖息于草丛。该物种的模式产地在尼泊尔。